# Jaap Speyer
Jaap Speyer ook wel Speijer (Amsterdam, 29 november 1891 - Amsterdam, 17 september 1952) was een Nederlands filmregisseur.
Hij studeerde kunstgeschiedenis in Amsterdam en kwam nog voor de Eerste Wereldoorlog in aanraking met theater, wat hem voorts naar Hamburg in Duitsland bracht. In 1917 trok hij naar Berlijn waar hij het filmvak leerde en hetzelfde jaar zijn eerste film regisseerde.
Verhalen en thema's die Speyer aansneed waren meestal drama's waarin vrouwenhandel voorkwam, en een voorliefde van het in beeld brengen van de natuur. Tijdens de machtswisseling en de opkomst van het nazisme keerde Speyer terug naar Nederland. Hij was getrouwd met actrice Mia Pankau, die veel optrad in Speyers films.
In Nederland had Speyer gelijk succes met De Jantjes in 1934. De film trok zeker 100.000 Nederlanders naar de bioscopen. Bij het uitbreken van de Tweede Wereldoorlog vluchtte Speyer naar Nederlands-Indië en wat later werd hij gestationeerd in Australië als filmarchivaris. Na de oorlog keerde hij terug naar Nederland en maakte in 1949 zijn laatste film Een koninkrijk voor een huis, deze film overtrof het succes van de Jantjes door het bezoekersaantal. Speyer overleed drie jaar later aan een hartaanval op 60-jarige leeftijd in Amsterdam.

## Filmografie
- 1917: Wenn Frauen lieben und hassen
- 1918: Der Teilhaber
- 1918: Ein Flammentraum
- 1918: Das gestohlene Hotel
- 1918: Ein nächtliches Ereignis
- 1919: Heddas Rache
- 1919: Der gelbe Schatten
- 1919: Lilli
- 1919: Lillis Ehe
- 1919: Gefolterte Herzen (zwei Teile)
- 1920: Das eherne Gesetz
- 1920: Entblätterte Blüten
- 1920: Das Recht der freien Liebe
- 1920: Um den Bruchteil einer Sekunde
- 1921: Die rote Nacht
- 1922: Strandgut der Leidenschaft
- 1922: Das blonde Verhängnis
- 1923: Der allmächtige Dollar
- 1923: Jimmy, ein Schicksal von Mensch und Tier
- 1923: Der Frauenkönig
- 1925: Die Moral der Gasse
- 1925: Elegantes Pack
- 1925: Die Puppe vom Lunapark
- 1925: Die Blumenfrau vom Potsdamer Platz
- 1926: Die drei Mannequins
- 1927: Bigamie
- 1927: Du schönste aller Rosen (Valencia)
- 1927: Hotelratten
- 1927: Liebeshandel
- 1927: Mädchenhandel – Eine internationale Gefahr
- 1928: G'schichten aus dem Wienerwald
- 1928: Die drei Frauen von Urban Hell
- 1928: Fräulein Chauffeur
- 1928: Die Sache mit Schorrsiegel
- 1929: Jennys Bummel durch die Männer
- 1929: Ein kleiner Vorschuß auf die Seligkeit
- 1930: Tingel-Tangel
- 1930: Zapfenstreich am Rhein
- 1931: Moritz macht sein Glück
- 1931: Tänzerinnen für Süd-Amerika gesucht
- 1933: Kampf um Blond
- 1934: Malle Gevallen
- 1934: De Jantjes (1934) (Die drei Matrosen)
- 1935: De familie van mijn vrouw
- 1936: Op een Avond in Mei
- 1936: Kermisgasten
- 1937: Die Geißel der Menschheit
- 1948: Een Koninkrijk voor een huis (Ein Königreich für ein Haus)